# Roman Halter
Roman Halter (geboren 7. Juli 1927 in Chodecz; gestorben 30. Januar 2012 in London) war ein polnisch-britischer Maler und Überlebender des Holocaust.

## Leben
Roman Halter wurde als jüngstes von sieben Kindern in einer jüdischen Familie von Holzhändlern geboren, in der Jiddisch gesprochen wurde und daneben auch Polnisch, Deutsch und Russisch. Seine mütterliche Großmutter wanderte 1928 ohne ihren Mann nach Palästina aus. Nach der deutschen Eroberung Polens 1939 wurden die Juden Chodecz' zur Zwangsarbeit herangezogen und 1940 in das Ghetto Litzmannstadt (Lodz) deportiert. Sein Großvater und sein Vater starben dort an Unterernährung. Als Halter mit seiner Mutter und einer Schwester für das Vernichtungslager Kulmhof selektiert wurde, konnte er sich dem entziehen. Halter wurde 1944 in das KZ Auschwitz deportiert und in das KZ Stutthof verlegt. Im November 1944 geriet er mit einem Todesmarsch nach Dresden. wo er in einer Munitionsfabrik in der Schandauer Straße Zwangsarbeit verrichten musste. Er floh Anfang 1945 aus dem KZ-Außenlager und wurde kurzzeitig von Kurt und Herta Fuchs im Dresdner Vorort Oberpoyritz aufgenommen und mit Nahrung und Kleidung versorgt. Gegenüber den misstrauischen Nachbarn deklarierte ihn die Familie Fuchs als ausgebombten polnischen Fremdarbeiter. Bei Kriegsende machte Halter sich in Polen auf die Suche nach von den Deutschen nicht ermordeten Familienmitgliedern, fand aber keine mehr.
Halter emigrierte nach England und studierte Architektur. Er arbeitete in London und in Cambridge als freier Architekt. Er heiratete die Holocaustüberlebende Susan Halter, sie hatten drei Kinder.
Im Jahr 1974 gab er den Beruf auf und widmete sich der Malerei. In seinen Aquarellen und Glasbildern thematisierte er, zum Teil als unscheinbares Beiwerk, Szenen aus den deutschen Konzentrationslagern.
Halters Werke wurden im Imperial War Museum und in der Tate Modern gezeigt, sowie in regionalen Ausstellungen in Großbritannien, bei Yad Vashem in Jerusalem und im Beth Shalom Holocaust Centre in Nottinghamshire.

## Werke
- Roman’s Journey, A Memoir of Survival. Bath : Chivers, 2007
  - Romans Reise durch die Nacht : Bericht eines Überlebenden. Nachwort Martin Gilbert. Übersetzung Norbert Hofmann. Berlin : Ed. Tiamat, 2007, ISBN 978-3-89320-117-4
- Dreams of the Holocaust : paintings by Roman Halter. 78 Seiten. 2008 ?